# 在哥伦布
是一部2017年的美國剧情电影，由名田高梧执导和編劇，这是他执导的第一部剧情长片。主演为赵约翰和海莉·卢·理查森。本片于2017年的圣丹斯电影节首映，赢得了广泛的好评。

## 情节
金的父亲是一位著名建筑师，一日他突然发病，昏迷不醒，金不得不前往父亲所在的哥伦布市看望。在该地金遇到了一个现代主义建筑爱好者——凯西，她原计划参加金的父亲李在鎔的讲座，但因其陷入昏迷而取消。凯西带金参观哥伦布市的各处现代主义建筑，讲建筑氛围与经历的交织、建筑的共鸣。两人也开始谈及对方的生活，发现他们出于不同的原因，都被困在了哥伦布市无法离开。他们在奇特的建筑间漫步，在空间产生的氛围笼罩下交谈，在这个过程裡建筑似乎成了无形的第三位主角。

## 演員
- 趙約翰 飾演 李金[註 1]
- 海莉·盧·理查森 飾演 凱西（Casey），全名凱珊卓（Cassandra）
- 蜜雪兒·福布斯（英语：Michelle Forbes） 飾演 蓋布瑞（Gabriel）
- 羅伊·克金 飾演 瑪麗亞（Maria）
- 帕克·波西 飾演 艾莉諾（Eleanor）

## 制作
本片于2016年7月31日开始拍摄，并于2016年8月20日结束。本片拍摄于哥伦布市，拍摄时间超过18天。

## 评价
在影评网站烂番茄上，该片在112篇点评中获得97%的新鮮度，平均分为8.3/10。在Metacritic上，根据27位评论家的评论，该片的加权平均分为89/100，表现为“普遍赞誉”。

## 榮譽
| 頒獎典禮       | 日期           | 獎項              | 入圍者          | 結果 | 參    |
| -------------- | -------------- | ----------------- | --------------- | ---- | ----- |
| 哥譚獨立電影獎 | 2017年11月27日 | 最佳女演員        | 海莉·盧·理查森  | 提名 | [ 8 ] |
| 哥譚獨立電影獎 | 2017年11月27日 | 賓漢·雷突破導演獎 | 名田高梧        | 提名 | [ 8 ] |
| 哥譚獨立電影獎 | 2017年11月27日 | 最佳劇本          | 名田高梧        | 提名 | [ 8 ] |
| 獨立精神獎     | 2018年3月3日   | 最佳首部劇情片    | 《構築心方向》  | 提名 | [ 9 ] |
| 獨立精神獎     | 2018年3月3日   | 最佳首部劇本      | 名田高梧        | 提名 | [ 9 ] |
| 獨立精神獎     | 2018年3月3日   | 最佳攝影          | 艾莉莎·克里斯欽 | 提名 | [ 9 ] |